# Lagerström (efternamn)
Lagerström är ett svenskt efternamn. som enligt offentlig statistik tillgänglig i november 2016 bärs av 1233 personer bosatta i Sverige. Namnet har burits av en i Sverige utslocknad svensk adelsätt. Denna ätt hade endast ett fåtal medlemmar, däribland direktören Magnus Lagerström (1691–1759).

## Personer med efternamnet Lagerström
- Anders Lagerström (född 1977), förläggare
- Arthur Lagerström (1899–1982), näringslivsman
- Bertil Lagerström (1916–1994), journalist, författare och översättare
- Brita Lagerström-Hald (1878–1931), konstnär och keramiker
- Björn Lagerström (född 1987), sångare och musiker
- Carl Lagerström  (1869–1925), boktryckare
- Eva Lagerström, namn som ogift för Eva Malmquist (1905–1985), skådespelare och författare
- Fanny Lagerström (född 1983), handbollsspelare
- Fredrik Lagerström (1874–1955), konstnär och tecknare
- Gustav Lagerström (1874–1906), konstnär
- Hugo Lagerström  (1873–1956), boktryckare, författare och redaktör
- Ingemar Lagerström (född 1932), lärare och översättare från klassiska språk
- Johan Lagerström, flera personer
  - Johan Lagerström (präst) (1753–1821)
  - Johan Lagerström (instrumentmakare) (1791–1849)
- Kristian Lagerström, låtskrivare
- Lovisa Lagerström Lantz (född 1975), administratör och politiker, socialdemokrat
- Magnus Lagerström (1691–1759), direktör vid Svenska ostinidiska kompaniet, översättare
- Moje Lagerström (1888–1975), sjömilitär
- Neimi Lagerstrøm (1897–1974), norsk fackföreningssekreterare, politiker i arbeiderpartiet
- Oscar Lagerström (1893–1977), konstnär
- Ragnar Lagerström (1910–2006), skolman, filosof och författare
- Rut Carré-Lagerström (1903–1990), konstnär
- Selma Sundelius-Lagerström (1859–1927), psalmförfattare
- Sten Lagerström (1904–1985), boktryckare
- Sven Lagerström (född 1945), författare och förlagsredaktör
- Tina Lagerström (född 1974), journalist och redaktör
- Tomas Lagerström (1939–1988), ekonomijournalist och barnboksförfattare
- Tony Lagerström (född 1988), ishockeyspelare
- Victor Lagerström  (1864–1948), konstnär
- Victoria Lagerström, Fröken Sverige 1997
- Viktor Lagerström (1864–1948), konstnär